# 卡姆登波因特 (密蘇里州)
卡姆登波因特（英語：Camden Point）是位於美國密蘇里州普拉特縣的城市。

## 人口
根據2020年美國人口普查的數據，卡姆登波因特的面積為1.66平方千米，皆為陸地。當地共有人口457人，而人口密度為每平方千米275人。